# Monte Bélair
Monte Bélair (en francés: Mont Bélair) es un pico en las montañas Laurentides, en la provincia de Quebec, al este de Canadá, con una altitud de 485 m (1.591 pies). Se encuentra en la sección de Val-Bélair de la ciudad de Quebec, a unos 24 km (15 millas) al oeste del centro de la ciudad.
El Monte Bélair es un sitio popular para practicar actividades al aire libre. Durante todo el año, la cumbre ofrece una vista panorámica desde donde se puede ver el centro de Quebec, y los visitantes pueden utilizar los senderos sobre pilotes. En el otoño, está decorado con los colores adornados del bosque boreal. En invierno, las actividades disponibles incluyen esquí de fondo, actividades en la nieve, y caminatas.